# Isophya costata
Isophya costata är en insektsart som beskrevs av Brunner von Wattenwyl 1878. Isophya costata ingår i släktet Isophya och familjen vårtbitare. Inga underarter finns listade i Catalogue of Life.